# Lijst van gemeentelijke monumenten in Beek (Berg en Dal)
De plaats Beek, onderdeel van de gemeente Berg en Dal, kent 50 gemeentelijke monumenten:
| Object                                         | Bouwjaar | Architect                                                                 | Locatie                                                          | Coördinaten                   | Nr.           | Afbeelding                                     |
| ---------------------------------------------- | --- | ------------------------------------------------------------------------- | ---------------------------------------------------------------- | ----------------------------- | ------------- | ---------------------------------------------- |
| Woonhuis, dubbel met Esdoornstraat 48          | 1906 |                                                                           | Bongerdstraat 18                                                 | 51° 49' 45" NB, 5° 55' 42" OL | 0282/wikinr1  | Woonhuis, dubbel met Esdoornstraat 48          |
| Villa Hanenberg                                | 1898 | Derk Semmelink                                                            | Bosweg 31                                                        | 50° 59' 16" NB, 5° 49' 6" OL  | 0282/wikinr2  | Meer afbeeldingen                              |
| Voormalige St.Jozefschool/woonhuis             | 1922 |                                                                           | de Geest 29                                                      | 51° 49' 42" NB, 5° 55' 15" OL | 0282/wikinr3  | Meer afbeeldingen                              |
| Vriendschapswegwijzer                          | 1909, o.a. vernieuwd in 1989 en 2002 |                                                                           | Keteldal (ongenummerd), 50m ten zuiden van 13                    | 51° 49' 23" NB, 5° 55' 36" OL | 0282/wikinr4  | Meer afbeeldingen                              |
| Woonhuis Natte Beek, dubbel met 10             | midden 19de eeuw |                                                                           | Natte Beek 8                                                     | 51° 49' 56" NB, 5° 54' 39" OL | 0282/wikinr5  | Meer afbeeldingen                              |
| Woonhuis Natte Beek, dubbel met 8              | midden 19de eeuw |                                                                           | Natte Beek 10                                                    | 51° 49' 56" NB, 5° 54' 40" OL | 0282/wikinr6  | Meer afbeeldingen                              |
| Kerkhof bij hervormde Bartholomeuskerk         | in oorsprong middeleeuws |                                                                           | Nieuwe Holleweg bij 2                                            | 51° 49' 42" NB, 5° 55' 30" OL | 0282/wikinr7  | Kerkhof bij hervormde Bartholomeuskerk         |
| Salmhuisje, voormalig tramwachthuisje/kalorama | 1892 | Abraham Salm                                                              | Nieuwe Holleweg bij 12                                           | 51° 49' 38" NB, 5° 55' 23" OL | 0282/wikinr8  | Salmhuisje, voormalig tramwachthuisje/kalorama |
| Spoelput                                       | ca. 1910, 2001-2002 (herbouw overkapping) |                                                                           | Nieuwe Holleweg bij 53                                           | 51° 49' 36" NB, 5° 55' 24" OL | 0282/wikinr9  | Meer afbeeldingen                              |
| Voormalige wasboerderij                        | |                                                                           | Nieuwe Holleweg 57+57A                                           | 51° 49' 34" NB, 5° 55' 24" OL | 0282/wikinr10 | Voormalige wasboerderij                        |
| Voormalige wasboerderij                        | |                                                                           | Nieuwe Holleweg 59                                               | 51° 49' 35" NB, 5° 55' 22" OL | 0282/wikinr11 | Voormalige wasboerderij                        |
| Voormalige wasserij                            | laatste kwart 19de eeuw |                                                                           | Nieuwe Holleweg 65                                               | 51° 49' 34" NB, 5° 55' 22" OL | 0282/wikinr12 | Voormalige wasserij                            |
| Villa Putberg                                  | laatste kwart 19de eeuw |                                                                           | Nieuwe Holleweg 67-69                                            | 51° 49' 33" NB, 5° 55' 22" OL | 0282/wikinr13 | Villa Putberg                                  |
| Boerderij met dubbele woning                   | 1901 |                                                                           | Nieuwe Holleweg 81-83                                            | 51° 49' 30" NB, 5° 55' 22" OL | 0282/wikinr14 | Boerderij met dubbele woning                   |
| Toegangspoort Kalorama                         | |                                                                           | Oude Holleweg (ongenummerd), 150m ten westen van Nieuwe Holleweg | 51° 49' 36" NB, 5° 55' 13" OL | 0282/wikinr15 | Toegangspoort Kalorama                         |
| Woonhuis                                       | | Oscar Leeuw                                                               | de Ravenberg 1                                                   | 51° 49' 48" NB, 5° 55' 10" OL | 0282/wikinr16 | Woonhuis                                       |
| Woonhuis, Zonneheuvel                          | 1903 | Oscar Leeuw                                                               | de Ravenberg 2                                                   | 51° 49' 48" NB, 5° 55' 14" OL | 0282/wikinr17 | Woonhuis, Zonneheuvel                          |
| Woonhuis Salvé                                 | Laatste kwart 19de eeuw |                                                                           | de Ravenberg 4                                                   | 51° 49' 49" NB, 5° 55' 13" OL | 0282/wikinr18 | Woonhuis Salvé                                 |
| Woonhuis Welgelegen                            | | Oscar Leeuw                                                               | de Ravenberg 7                                                   | 51° 49' 47" NB, 5° 55' 13" OL | 0282/wikinr19 | Woonhuis Welgelegen                            |
| Woonhuis                                       | | Oscar Leeuw                                                               | de Ravenberg 8                                                   | 51° 49' 49" NB, 5° 55' 9" OL  | 0282/wikinr20 | Meer afbeeldingen                              |
| Woonhuis, Delftse school                       | |                                                                           | de Ravenberg 9                                                   | 51° 49' 47" NB, 5° 55' 14" OL | 0282/wikinr21 | Meer afbeeldingen                              |
| Woonhuis Kastanjeoord                          | ca. 1905 |                                                                           | de Ravenberg 14                                                  | 51° 49' 47" NB, 5° 55' 6" OL  | 0282/wikinr22 | Meer afbeeldingen                              |
| Boswachter woonhuis Kastanjedal                | 1950 | architectenbureau Feenstra                                                | de Ravenberg 20                                                  | 51° 49' 43" NB, 5° 55' 12" OL | 0282/wikinr23 | Boswachter woonhuis Kastanjedal                |
| Woonhuis Bijou                                 | |                                                                           | de Ravenberg 58                                                  | 51° 49' 47" NB, 5° 55' 15" OL | 0282/wikinr24 | Woonhuis Bijou                                 |
| Woonhuis                                       | ca. 1938 | A. van den Boogaard                                                       | Rijksstraatweg 55                                                | 51° 50' 2" NB, 5° 54' 40" OL  | 0282/wikinr25 | Woonhuis                                       |
| Villa Margot                                   | midden 19de eeuw, 1901 (voorgevel) | Oscar Leeuw (verbouwing voorgevel)                                        | Rijksstraatweg 72                                                | 51° 49' 57" NB, 5° 54' 53" OL | 0282/wikinr26 | Villa Margot                                   |
| Woonhuis Westeraue                             | 1890 |                                                                           | Rijksstraatweg 76                                                | 51° 49' 56" NB, 5° 54' 57" OL | 0282/wikinr27 | Woonhuis Westeraue                             |
| Hek bij woonhuis                               | ca. 1827 |                                                                           | Rijksstraatweg bij 81                                            | 51° 49' 59" NB, 5° 54' 51" OL | 0282/wikinr28 | Hek bij woonhuis                               |
| Villa Diana                                    | 1886 |                                                                           | Rijksstraatweg 83                                                | 51° 49' 58" NB, 5° 54' 54" OL | 0282/wikinr29 | Villa Diana                                    |
| Villa Maria                                    | 1893 |                                                                           | Rijksstraatweg 107                                               | 51° 49' 55" NB, 5° 55' 3" OL  | 0282/wikinr30 | Villa Maria                                    |
| Hek bij villa Maria                            | ca. 1900, 1997 geplaatst |                                                                           | Rijksstraatweg bij 107                                           | 51° 49' 54" NB, 5° 55' 2" OL  | 0282/wikinr31 | Hek bij villa Maria                            |
| Woonhuis Unita en hek, dubbel met 111          | | F.A. Ludewig                                                              | Rijksstraatweg 109                                               | 51° 49' 54" NB, 5° 55' 4" OL  | 0282/wikinr32 | Woonhuis Unita en hek, dubbel met 111          |
| Woonhuis en hek, dubbel met 109                | 1889 | F.A. Ludewig                                                              | Rijksstraatweg 111                                               | 51° 49' 54" NB, 5° 55' 5" OL  | 0282/wikinr33 | Woonhuis en hek, dubbel met 109                |
| Villa                                          | ca. 1890 |                                                                           | Rijksstraatweg 120                                               | 51° 49' 44" NB, 5° 55' 27" OL | 0282/wikinr34 | Villa                                          |
| Villa                                          | ca. 1900 |                                                                           | Rijksstraatweg 122                                               | 51° 49' 43" NB, 5° 55' 28" OL | 0282/wikinr35 | Villa                                          |
| Woonhuis Mignon                                | ca. 1875, 1960 (aanbouw rechts) |                                                                           | Rijksstraatweg 123                                               | 51° 49' 51" NB, 5° 55' 11" OL | 0282/wikinr36 | Woonhuis Mignon                                |
| Winkel/woonhuis Hartje Beek                    | 1861 |                                                                           | Rijksstraatweg 126                                               | 51° 49' 41" NB, 5° 55' 35" OL | 0282/wikinr37 | Winkel/woonhuis Hartje Beek                    |
| Woonhuis de Donderberg                         | ca. 1900 |                                                                           | Rijksstraatweg 130-132                                           | 51° 49' 39" NB, 5° 55' 43" OL | 0282/wikinr38 | Woonhuis de Donderberg                         |
| Woonhuis Mariënhuize                           | ca. 1875 | F.A. Ludewig (verbouwing 1905), K. Brand (verbouwingen 1976 en 1994-1995) | Rijksstraatweg 135                                               | 51° 49' 49" NB, 5° 55' 15" OL | 0282/wikinr39 | Woonhuis Mariënhuize                           |
| Gemeentehuis                                   | 1868 (op oudere grondslag), 1905 (verhoging zijvleugels en verbouwing voorgevel), 1976 (verbouwing interieur en uitbreiding), 1994-1995 (uitbreiding kantoor) |                                                                           | Rijksstraatweg 139                                               | 51° 49' 48" NB, 5° 55' 17" OL | 0282/wikinr40 | Meer afbeeldingen                              |
| Woonhuis Vossenberg                            | ca. 1970 |                                                                           | Rijksstraatweg 146                                               | 51° 49' 37" NB, 5° 55' 50" OL | 0282/wikinr41 | Woonhuis Vossenberg                            |
| Hotel/café De Musschenberg                     | tweede kwart 19de eeuw (voorhuis), 1974 (aanbouw) |                                                                           | Rijksstraatweg 154                                               | 51° 49' 35" NB, 5° 55' 56" OL | 0282/wikinr42 | Hotel/café De Musschenberg                     |
| Driedubbel woonhuis, voormalig douanekantoor   | 1929 |                                                                           | Rijksstraatweg 156-158-160                                       | 51° 49' 34" NB, 5° 55' 57" OL | 0282/wikinr43 | Driedubbel woonhuis, voormalig douanekantoor   |
| Voormalig koetshuis bij villa de Pelmolen      | ca. 1890 |                                                                           | Rijksstraatweg 156A                                              | 51° 49' 34" NB, 5° 55' 57" OL | 0282/wikinr44 | Meer afbeeldingen                              |
| Dubbel woonhuis, voormalig douanewoningen      | ca. 1930 |                                                                           | Rijksstraatweg 162+166                                           | 51° 49' 33" NB, 5° 55' 60" OL | 0282/wikinr45 | Meer afbeeldingen                              |
| Villa                                          | 1922 |                                                                           | Rijksstraatweg 172                                               | 51° 49' 31" NB, 5° 56' 9" OL  | 0282/wikinr46 | Villa                                          |
| Herenboerderij De Eland, met schuur            | ca. 1875 (op oudere grondslag), 1905-1907 (schuur), 1999 (herbouw achterhuis)                                                                                 |                                                                           | Rijksstraatweg 180                                               | 51° 49' 29" NB, 5° 56' 16" OL | 0282/wikinr47 | Herenboerderij De Eland, met schuur            |
| Spoelput                                       | |                                                                           | Rijksstraatweg tegenover 343                                     | 51° 49' 28" NB, 5° 56' 20" OL | 0282/wikinr48 | Meer afbeeldingen                              |
| Dubbel woonhuis, voormalig grenscafé           | ca. 1900 |                                                                           | Rijksstraatweg 259+261                                           | 51° 49' 34" NB, 5° 55' 58" OL | 0282/wikinr49 | Meer afbeeldingen                              |
| Voormalig wasboerderij/schuilkerk              | |                                                                           | Waterstraat 35+37                                                | 51° 49' 44" NB, 5° 55' 36" OL | 0282/wikinr50 | Voormalig wasboerderij/schuilkerk              |